# Gordonia traquairi
Gordonia traquairi è un terapside estinto, appartenente ai dicinodonti. Visse nel Permiano superiore (circa 254 - 252 milioni di anni fa) e i suoi resti fossili sono stati ritrovati in Scozia.

## Descrizione
Questo animale è noto attraverso alcuni crani e scheletri parziali; era piuttosto piccolo se raffrontato ad altri dicinodonti. Si distingueva principalmente per la proiezione laterale della mandibola, di forma simile a un'asta. Gordonia possedeva un muso corto con due zanne superiori proiettate leggermente in avanti. La regione intertemporale sulla cima del cranio era lunga e stretta, e formava una cresta sagittale ben elevata, che ancorava i potenti muscoli masticatori. Una regione intertemporale lunga è di solito una caratteristica dei dicinodonti di taglia maggiore, e rendeva il profilo del cranio di Gordonia piuttosto insolito.

## Classificazione
I fossili di Gordonia vennero trovati nel 1885 nei pressi di Elgin (Scozia) dal naturalista scozzese Ramsay Heatley Traquair, che li identificò subito come appartenenti a un dicinodonte. I resti includevano alcuni scheletri parziali e crani completi, ma non conservavano le ossa, bensì solo le loro impronte sull'arenaria. Sulla base di queste impronte, E. T. Newton descrisse il genere Gordonia nel 1893; secondo lo studioso, il genere comprendeva quattro specie: G. traquairi, G. duffiana, G. huxleyana e G. juddiana. 

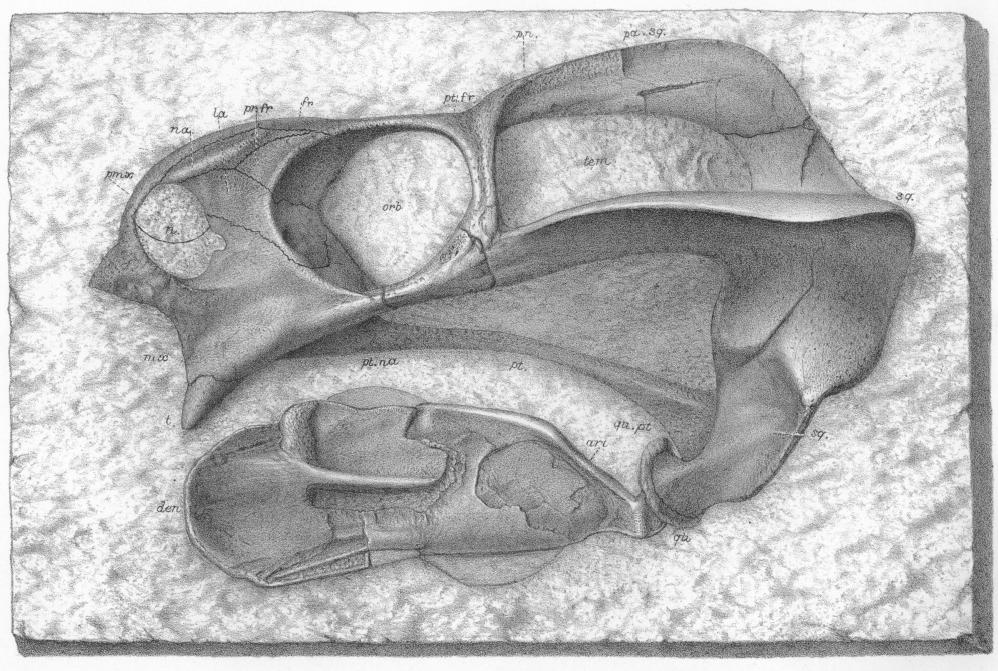
Illustrazione del cranio di Gordonia traquairi effettuata nel 1893

Oltre a questi resti vennero descritti quelli di un altro dicinodonte, Geikia, e di un piccolo rettile anapside, Elginia. Nel 1922 il paleontologo russo Vladimir Prokhorovich Amalitskii descrisse altre due specie attribuite a questo genere, G. annae and G. rossica. Nel 1926, però, queste ultime due specie vennero distinte dal genere Gordonia e vennero trasferite nel genere Dicynodon. Entrambe le specie sono ora considerate sinonimo di Vivaxosaurus trautscholdi. Nel 1988 Gillian King ritenne che non vi era motivo di distinguere tra i generi Gordonia e Dicynodon, e il nome Gordonia venne quindi considerato un sinonimo. Tutte le specie di Gordonia vennero attribuite alla specie Dicynodon traquairi. Questa classificazione fu ampiamente accettata negli anni seguenti, ma nel 2011 un'analisi filogenetica del genere Dicynodon sottolineò le notevoli distinzioni tra D. traquairi e le altre specie attribuite al genere. Il nome Gordonia venne quindi re-istituito per l'unica specie G. traguairi.

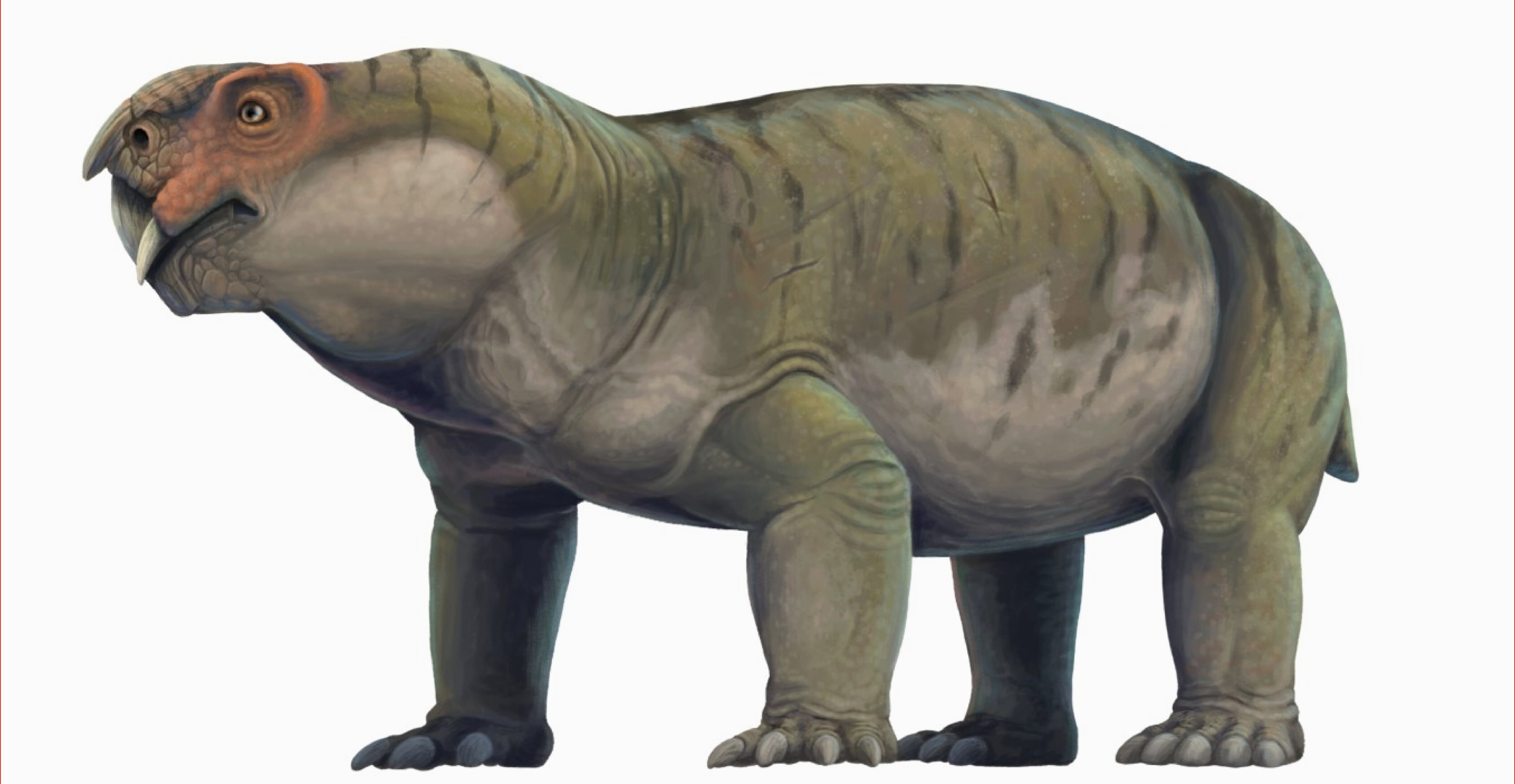
Ricostruzione di Gordonia traquairi

Gordonia viene attualmente considerato un membro relativamente basale dei dicinodonti, più primitivo rispetto ai generi Vivaxosaurus e Dicynodon, all'interno del clade dei Dicynodontoidea.